# Pantera negra (símbolo)
El símbolo de la Pantera Negra (en esloveno črni panter) es el símbolo histórico del Ducado de Carantania (antiguo Estado esloveno). Luego utilizado por su sucesor, el Ducado de Carintia. 
El símbolo de la pantera negra fue por primera vez reconstruido por el Dr. Jožko Šavli en la década de 1980. Šavli descubrió que varias familias feudales originarias de la antigua Carantania tenían a la pantera negra en sus escudos dinásticos. Él también descubrió varios documentos que mencionan a la pantera negra como el antiguo símbolo de Carintia. 
El símbolo de la pantera negra consiguió una amplia popularidad entre las generaciones jóvenes en Eslovenia, siendo un símbolo de la identidad de la joven República. En estas dos décadas se ha convertido en uno de los símbolos más reconocidos del patriotismo esloveno. En contraposición encontramos a los comunistas y paneslavistas, nostálgicos de la ex-Yugoslavia.
La leyenda de la pantera era muy popular en la Edad Media. Desde la Antigüedad la pantera era considerada el enemigo mortal del dragón. De este modo el simbolismo de la narrativa arquetípica de la lucha entre las fuerzas de la Luz (la pantera) y las de la Oscuridad (el dragón) se veían representadas. En la simbología de la Alta Edad Media la pantera era a menudo considerada un símbolo de Cristo.
Desde el año 1991, ha habido varias propuestas para modificar el actual Escudo esloveno, que también se encuentra en la bandera de ese país, por el de la pantera negra. 